# 664 (číslo)
Šest set šedesát čtyři je přirozené číslo. Následuje po čísle šest set šedesát tři a předchází číslu šest set šedesát pět. Římskými číslicemi se zapisuje DCLXIV a řeckými číslicemi χξδ.

## Matematika
664 je:
- Deficientní číslo
- Složené číslo
- Nešťastné číslo

## Astronomie
- (664) Judith je planetka hlavního pásu, kterou objevil v roce 1908 August Kopff

## Roky
- 664
- 664 př. n. l.